# Килик

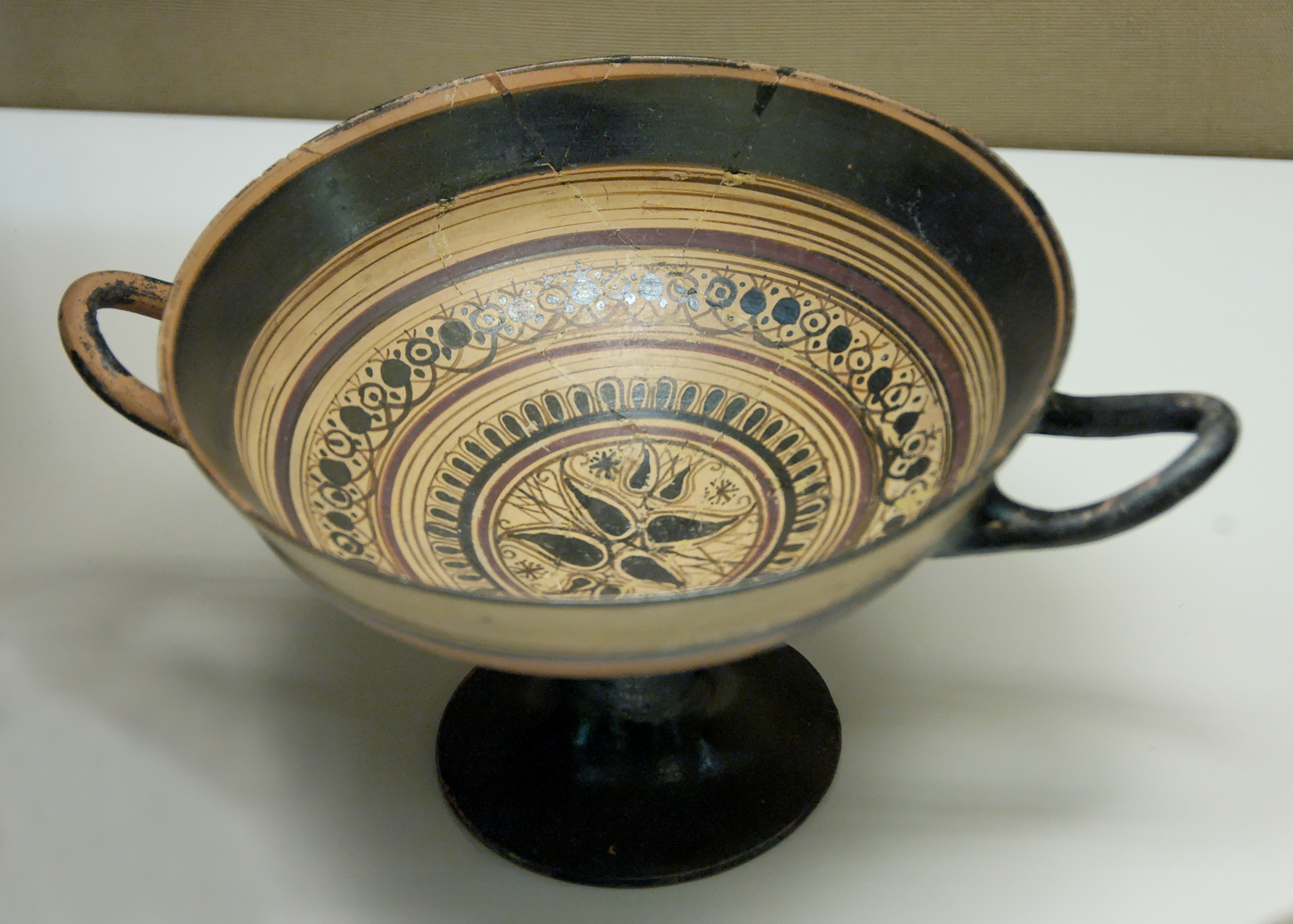
Лаконський чорнофігурний килик

Ки́лик, або кі́лік (грец. κύλιξ, род. відм. κύλῐκος — кубок, чаша), — давньогрецька широка посудина, найуживаніший різновид посудини для пиття води. Килик мав легку коротку ніжку або зовсім її не мав, більш-менш плаский корпус і пару ручок. Великий килик, у якому ніжка замінювалась низькою підставкою, був відомий під назвою «лепаста» (λεπαστή).
Килики виготовляли переважно з глини, а також з металу. Керамічні килики часто оздоблювали розписом. Килики знаходять при археолігних розкопках давньогрецьких поселень, зокрема й на території України.